# Lentini
Lentini település Olaszországban, Siracusa megyében. Lakosainak száma 21 646 fő (2023. január 1.). Lentini Carlentini, Catania, Militello in Val di Catania, Ramacca, Scordia, Belpasso, Francofonte és Palagonia községekkel határos.

## Népesség
A település népességének változása:
| Lakosok száma | 23 761 | 23 526 | 21 646 |
|               | 2017   | 2018   | 2023   |